# Couepia multiflora
Couepia multiflora är en tvåhjärtbladig växtart som beskrevs av George Bentham. Couepia multiflora ingår i släktet Couepia och familjen Chrysobalanaceae. Inga underarter finns listade i Catalogue of Life.